# Sigrid Nunez
Sigrid Nunez (Nueva York, 1951) es una escritora estadounidense, más conocida por sus novelas. Su séptima novela, The Friend, ganó el National Book Award for Fiction de 2018. Forma parte del cuerpo docente del Programa de Escritura Creativa de la Universidad de Boston.

## Biografía
Sigrid Nunez nació y creció en la ciudad de Nueva York, hija de madre alemana y padre chino-panameño. Se licenció en el Barnard College (1972) y obtuvo un máster en la Universidad de Columbia (1975), tras lo cual trabajó durante un tiempo como asistente editorial en The New York Review of Books. Entre las revistas en las que ha colaborado se encuentran The New York Times, The New York Review of Books, The Paris Review, Harper's, McSweeney's, The Believer, The Threepenny Review y The Wall Street Journal. Su obra también ha aparecido en varias antologías, incluidos cuatro volúmenes del Premio Pushcart y cuatro antologías de literatura asiático-americana. Uno de sus relatos fue seleccionado para The Best American Short Stories 2019. Nunez, becaria en 2020 de la John Simon Guggenheim Memorial Foundation, también ha recibido un Whiting Writer's Award, una beca del Berlin Prize, el Rosenthal Foundation Award y el Rome Prize en literatura. Nunez es miembro de la Academia Americana de las Artes y las Letras. Ha impartido clases en Columbia, Princeton, la Universidad de Boston y la The New School, y ha sido escritora visitante o residente en los college Amherst, Smith, Baruch, Vassar, la Universidad de Siracusa y la Universidad de California en Irvine, entre otras. Nunez también ha formado parte del profesorado de la Bread Loaf Writers' Conference y de otras conferencias de escritores de todo Estados Unidos. Su obra ha sido traducida a más de veinticinco idiomas. Reside en Nueva York.

## Obras
- A Feather on the Breath of God (en inglés). New York: HarperCollins. 1995. ISBN 9780312422738.
- Naked Sleeper (en inglés). New York: HarperCollins. 1996. ISBN 9780060172763.
- Mitz: The Marmoset of Bloomsbury (en inglés). New York: HarperFlamingo. 1998. ISBN 9780060174071.
- For Rouenna (en inglés). New York: Farrar, Straus and Giroux. 2001. ISBN 9780374254308.
- The Last of Her Kind (en inglés). New York: Farrar, Straus and Giroux. 2006. ISBN 9780374183813.
- Salvation City (en inglés). New York: Riverhead Books. 2010. ISBN 9781594487668.
- Sempre Susan: A Memoir of Susan Sontag (en inglés). New York: Atlas Books. 2011. ISBN 9781594633348.
- The Friend (en inglés). New York: Riverhead Books. 2018. ISBN 9780735219441.
- What Are You Going Through. New York: Riverhead Books. 2020 (en inglés) ISBN 978-0593191415.
- The Vulnerables (en en inglés). New York: Riverhead Books. 2023. ISBN 978-0593715512.